# Holetown
Holetown – czwarte co do wielkości, po Bridgetown, Speightstown i Bathsheba, miasto Barbadosu. Położone jest w parafii Saint James.
Holetown jest miejscem, gdzie wylądowali pierwsi brytyjscy osadnicy w roku 1625. Upamiętnia to tablica pamiątkowa, z błędną datą 1605. Co roku, w lutym odbywa się tam festiwal dla uczczenia ich przybycia - Barbados Holetown Festival.